# Твер
Твер (рос. Тверь (прослухатиⓘ); у 1931–1990 Калі́нін, рос. Калинин) — місто в Російській Федерації, центр Тверської області, порт на Волзі, біля гирла річки Тверці. Населення 412 994 тис. осіб. (2024), територія понад 147 км², включає ряд природних лісопарків: Комсомольський, Первомайський, Бобачевський, Березовий Гай і Сахаровський парк (у 1982 оголошені державними заповідниками). Місто розташоване на берегах річок Волга, Тверця, Тьмака, Лазур, Сомінка, за 167 км від Москви і за 485 км від Санкт-Петербургу. Велика станція на залізниці Москва — Санкт-Петербург.

## Назва
Щодо походження назви міста існує кілька версій, основні з них — фіно-угорська і слов'янська. Згідно з фіно-угорською версією, назва міста пов'язана з річкою Тверцею, а гідронім Тверця, своєю чергою, є похідним від фінського слова «tiort» — «швидкий». За іншою версією, назва міста походить від слов'янського слова «твердь», що означає «фортеця, твердиня». У руських літописах назва міста записувалася як Тьхвѣрь. Тихвер з вепської мови перекладається як «тиха, густа вода».
Наявність на території Карелії топонімів Тіхверя і Тігвера (останній також є назвою озера) дає фахівцям-етимологам підставу пов'язувати слово Твер з прибалтійсько-фінським, дослав'янським топонімом Tihvera. Крім цього, назву міста Твері пов'язують з пол. twierdza (укр. тверджа) і лит. tvora («огорожа»).
У 1931—1990 роках — Калінін, на честь радянського діяча Михайла Калініна.

## Клімат
Клімат помірно континентальний: середня температура січня −9,6 °C, липня +18,2 °C, середня річна кількість опадів — 593 мм.

## Географія
Твер розташована на важливій транспортній магістралі між Москвою (186 км) і Санкт-Петербургом (485 км), що є вкрай вигідно для міста в економічному плані. Твер мимоволі стала великим транспортним вузлом, перетином багатьох туристичних та гастрольних маршрутів. Сприятливе географічне положення призвело до високої концентрації в регіоні та місті підприємств з оптової торгівлі. З Москвою місто пов'язане трьома транспортними магістралями: залізничною, автомобільною та водною.
Місто займає територію понад 147 кв.км. З півдня до Твері підступає моренна Калінінська гряда.
Сучасна територія міста включає ряд природних лісопарків: Комсомольський, Первомайський, Бобачевський, Березовий гай і Сахаровський парк (у 1982 оголошені державними заказниками). Через місто протікають річки Волга, Тверця, Тьмака, Лазур та Соминка.

## Історія

### Руський період
За архівними даними, поселення на мису при впаданні Тьмаки у Волгу існувало в IX—X століттях. На думку історика В. А. Кучкіна, фортецю у Твері спорудили в 1130-1140-х роках у ході боротьби ростовсько-суздальських князів з Новгородом. Історик XVIII століття В. М. Татищев стверджував, що Твер заснована 1181 року. У нелітописних письмових джерелах Твер уперше згадують у 1127—1135 р. і в 1160 р. У літописах Твер вперше згадана в 1208—1209. Берестяні грамоти, знайдені 26 березня 1983 р. і 23 серпня 1985 р. на території Тверського кремля, датують кінцем XII — початком XIII століть.

### Тверське князівство
Сусіднє Московське князівство, очолюване князем Іваном Калитою, нащадком хана Бату[джерело?], за його правління розпочало за допомогою монголо-татар грабувати, нищити Велике князівство Тверське. Іван Калита не особливо добирав при цьому методів. Зокрема, після його наклепу на тверського князя Олександра Михайловича його з сином Федором викликали до Орди, де за рішенням хана Узбека вбили. Після повної «перемоги» Калита наказав зняти дзвін зі Спаського собору Твері та перевезти до Москви.

### Російська імперія
У 1775–1796 роках Твер був центром Тверського намісництва Російської імперії.

### Радянський період
14 жовтня 1941 року під час німеько-радянської війни німецькі війська захопили місто. 17 жовтня було створено Калінінський фронт. 16 грудня м. Калінін було повністю звільнене військами 31-ї та 29-ї армій.

### Російсько-українська війна
Під час російсько-української війни військові об'єкти Твері неодноразово ставали ціллю для атак українських БПЛА. Так у ніч з 24 на 25 травня 2025 року під час дронової атаки російські зенітники дружнім вогнем ледь не збили літак Ту-134АК RA-65996, який належить військово-космічним силам РФ, та який, судячи з усього, злітав з військового аеродрому «Мігалово», що розташований на околицях міста Твер. У літак зрештою не влучили.

## Релігія
У Твері, як і в інших містах Центральної Росії, найбільш поширене серед віровчень православ'я. Місто є центром Тверської і Кашинскої єпархії Російської православної церкви, тут розташоване єпархіальне управління і резиденція правлячого архієрея — Тверського і Кашинського архієпископа; з 4 грудня 1988 єпархію очолює Віктор (Олійник). За даними газети «Православна Твер», в місті діють 4 собори — Троїцький собор (1564), Вознесенський собор (1750-ті), Успенський собор XVIII століття колишнього Отрочого монастиря та Воскресенський кафедральний собор (1912—1913). У Твері діють два жіночих монастиря — Жіночий монастир Різдва Христового та Свято-Катерининський жіночий монастир. Всього в місті понад 30 культових споруд Російської православної церкви — соборів, храмів, монастирів, каплиць (у тому числі — 3 будинкові церкви, 2 окремі та 5 каплиць при лікарнях.
Крім православних соборів, храмів і монастирів, в місті є три храми інших конфесій: римо-католицька Церква Преображення Господнього (1990-ті-2000-ні), соборна мечеть та синагога Шахтер Рахелі.
Окрім традиційних релігійних громад у Твері також є:
- Неопротестантські і неоп'ятидесятницькі громади
  - «Церква Євангельських Християн-Баптистів». (Церква ЄХБ «Надія») (РС ЄХБ). Пастор: Волков Микола Іванович. Тверська громада — одна з найстаріших громад Російського євангельсько-баптистського братства, якій в 2009 році виповнилося 126 років.
  - Церква «Спасіння» (РС ЄХБ). Пастор: Воронков Олексій Володимирович
  - Об'єднання Методистських Церков (Російська Об'єднана Методистська Церква). Пастор: Антоненко Тетяна Олександрівна
  - Церква адвентистів сьомого дня. Пастор: Бобрик Костянтин Григорович
  - Церква адвентистів сьомого дня на вул. В.Бонч-Бруєвича.
  - «Церква Христа Воскреслого» (Російський Об'єднаний Союз Християн Віри Євангельської) Пастор: Ісаков Сергій. При секті діє реабілітаційний центр для наркоманів і алкоголіків «Свобода»
  - Церква «Слово віри» (ХВЄ). Пастор: Якуб Тарас Володимирович
  - Церква «Ґлорія» (Церква «Слава Божа» (ХВЄ)). (АЦЕХ «Благовіст»). Пастор: Дада Олусегун Адетайо
  - Церква «Слово Життя» (ХВЄ). Пастор: Морозов Олександр Валентинович
  - Церква «Новий Завіт» (ХВЄ). Пастор: Борисова Галина Борисівна
  - Церква «Свята Благодать» (ХВЄ). Пастор: Семенович Ігор Іванович
  - Церква «Благодать і Апостольство» (ХВЄ). Пастор: Ярополова Діана Іванівна
  - Чинний «Тверський біблійний центр». Керівник: Греулі Георгій Шавлович
  - «Новоапостольська церква»
- Псевдохристиянські секти
  - Свідки Єгови
  - Секта мунітів («Церква Об'єднання»)
  - «Церква Ісуса Христа святих останніх днів» — секта мормонів
- Культи східного напрямку
  - Секта «Сахаджа йога»
  - Секта «Сант Мат».
  - У місті раніше діяла або діє донині секта «Аум Сінрікьо»
- Окультні секти і групи «Нью-ейдж»
  - Секта «Новий Акрополь»
  - Тверська обласна громадська реріховська організація

У Твері і Тверській області знаходиться центр найбільшої сатаністської секти Росії «Чорний ангел». Всього в Твері діють три сатаністські групи.

## Економіка
Твер виробляє 40 % промисловій продукції області. Основні галузі — легка, хімічна і машинобудівна промисловість. Великі підприємства: комбінати — бавовняно-паперовий, штучного волокна, камвольний, штучної шкіри; заводи — вагонобудівний (пасажирські, вантажні вагони, запчастини), екскаваторний, машинобудівний (мотовози), електроапаратурний. Працює 2 великих поліграфічних комбінати, є підприємства будматеріалів і харчової (м'ясокомбінат) промисловості.

## Культура
5 вузів (зокрема 2 університети). 3 театри, 4 музеї (зокрема історико-архітектурний і літературний, тверського побуту, М. Є. Салтикова-Щедріна), цирк. Картинна галерея. Ботанічний сад.
У місті часто відбуваються українські культурні заходи, зокрема — Фестиваль української культури «Україна співає». У березні 2013 року фестиваль проходив вдев'яте поспіль і був присвячений 199-й річниці з дня народження Тараса Шевченка.[джерело?]

## Міжміське патнерство
Міста-побратими Твері:
- Хямеєнлінна, Фінляндія (з 1954 року);
- Безансон, Франція (з червня 1988 року);
- Бергамо, Італія (з 1989 року);
- Оснабрюк, Німеччина (з 1991 року);
- Інкоу, Китай (з 26 червня 1994 року);
- Капошвар, Угорщина (з 2 вересня 1995 року);
- Велико Тирново, Болгарія (з 7 липня 1997 року);

Міста, які мають дружні зв'язки з містом Твер:
- Баффало, штат Нью-Йорк, США;
- Люблін, Польща (2004 рік);
- Будьоновськ, Росія.

## Відомі особи
- Брадіс Володимир Модестович — автор «Чотиризначних математичних таблиць».
- Гольбріх Соломон Михайлович — український кінооператор.
- Ромуальд Грінблат — радянський латвійський композитор. Лауреат Державної премії Латвійської РСР (1960). Заслужений діяч мистецтв РРФСР (1987).
- Зубчанінов Олександр Іванович — гравер.
- Кир'янов Микола Іванович — Герой Радянського Союзу, один з широнінців.
- Корепанов Олексій Якович (1953) — український письменник-фантаст.
- Лосєв Олег Володимирович — радянський вчений в царині техніки напівпровідників.
- Псахіс Лев Борисович (1958) — російський шахіст, міжнародний гросмейстер (1982).
- Сєдих Іван Вікторович — Герой Радянського Союзу, один з широнінців.
- Хитрук Федір Савелійович (1917—2012) — російський режисер-мультиплікатор, художник і сценарист.
- Штурук Гаврило Володимирович — священик, українець за походженням. Написав історію Тверської єпархії.
- Сидельников Микола Миколайович (1930—1992) — радянський російський композитор.
- Льовкін Олексій Сергійович (1984)  – Учасник російсько-української війни,боєць Російського добровольчого корпусу
- Круг Михайло Володимирович (1962—2002) – російський поет, бард, композитор та виконавець пісень в стилі російського шансону. Один з найпопулярніших представників даного жанру, шанувальники називали його «королем російського шансону».